# 拉索哈河 (亞薩奇納亞河支流)
拉索哈河是俄羅斯的河流，屬於亞薩奇納亞河的左支流，由薩哈共和國負責管轄，河道全長254公里，流域面積約8,820平方公里，河水主要來自融雪和雨水。